# Lijst van rijksmonumenten in Zandvoort
De plaats Zandvoort telt 11 inschrijvingen in het rijksmonumentenregister, hieronder een overzicht. 
| Object                                                                | Oorspronkelijke functie?  | Bouwjaar     | Architect                 | Locatie                 | Coördinaten?                  | Nr.?   | Afbeelding                                                  |
| --------------------------------------------------------------------- | ------------------------- | ------------ | ------------------------- | ----------------------- | ----------------------------- | ------ | ----------------------------------------------------------- |
| Groot Bentveld                                                        | Kasteel, buitenplaats     | 17e/18e eeuw |                           | Groot Bentveld 1        | 52° 21' 43" NB, 4° 34' 14" OL | 40314  | Meer afbeeldingen                                           |
| Nederlands Hervormde dorpskerk                                        | Vanwege onderdelen kerk   | 1848-49      |                           | Poststraat 1            | 52° 22' 18" NB, 4° 31' 44" OL | 401939 | Meer afbeeldingen                                           |
| Pretty Home (nr. 20)                                                  | Woonhuis                  | ca. 1920     |                           | Haarlemmerstraat 20, 22 | 52° 22' 13" NB, 4° 32' 5" OL  | 517481 | Pretty Home (nr. 20)                                        |
| Afsluitbare wegversperring met bijbehorende schuttersputten           | Versperring               | 1943         |                           | Duingebied PWN          | 52° 23' 27" NB, 4° 33' 41" OL | 517482 | Afsluitbare wegversperring met bijbehorende schuttersputten |
| Fleur                                                                 | Woonhuis                  | 1906         | W.F. Doeglas              | Haarlemmerstraat 37     | 52° 22' 12" NB, 4° 32' 14" OL | 517483 | Fleur                                                       |
| Summerhouse en Nos vacances                                           | Woonhuis                  | ca. 1910     |                           | Haarlemmerstraat 44, 46 | 52° 22' 11" NB, 4° 32' 10" OL | 517484 | Meer afbeeldingen                                           |
| Dr. G.J. Plantinghuis / Voormalig koloniehuis / Stichting Het Spalier | Woonhuis                  | 1928         | P. Buurman                | Kostverlorenstraat 95   | 52° 22' 22" NB, 4° 32' 30" OL | 517485 | Meer afbeeldingen                                           |
| Pastorie van de Nederlands Hervormde kerk                             | Kerkelijke dienstwoning   | 1875         |                           | Poststraat 3            | 52° 22' 17" NB, 4° 31' 43" OL | 517486 | Pastorie van de Nederlands Hervormde kerk                   |
| Pensiongebouw                                                         | Horeca                    | 1898         |                           | Poststraat 4, 4A, 6, 6A | 52° 22' 17" NB, 4° 31' 42" OL | 517487 | Meer afbeeldingen                                           |
| Raadhuis                                                              | Bestuursgebouw en onderdl | 1911         | Johannes Jansen           | Raadhuisplein 16        | 52° 22' 21" NB, 4° 31' 47" OL | 517488 | Meer afbeeldingen                                           |
| Station Zandvoort                                                     | Transport                 | 1908         | mogelijk D.A.N. Margadant | Stationsplein 2, 4, 6   | 52° 22' 33" NB, 4° 31' 51" OL | 517489 | Meer afbeeldingen                                           |

Aalsmeer ·
Alkmaar ·
Amstelveen ·
Amsterdam ·
Bergen ·
Beverwijk ·
Blaricum ·
Bloemendaal ·
Castricum ·
Den Helder ·
Diemen ·
Dijk en Waard ·
Drechterland ·
Edam-Volendam ·
Enkhuizen ·
Gooise Meren ·
Haarlem ·
Haarlemmermeer ·
Heemskerk ·
Heemstede ·
Heiloo ·
Hilversum ·
Hollands Kroon ·
Hoorn ·
Huizen ·
Koggenland ·
Landsmeer ·
Laren ·
Medemblik ·
Oostzaan ·
Opmeer ·
Ouder-Amstel ·
Purmerend ·
Schagen ·
Stede Broec ·
Texel ·
Uitgeest ·
Uithoorn ·
Velsen ·
Waterland ·
Wijdemeren ·
Wormerland ·
Zaanstad ·
Zandvoort